# Sven Bergqvist
Sven Olof Lennart Bergqvist (ur. 20 sierpnia 1914 w Sztokholmie, zm. 16 grudnia 1996 w Hässelby) – szwedzki piłkarz i hokeista, grający na pozycji bramkarza.

## Kariera klubowa
Całą karierę piłkarską (poza krótkim epizodem w AIK Fotboll) Sven Bergqvist występował w Hammarby IF. Tylko w latach 1939-1940 Hammarby występował w Allsvenskan. W latach 1944–1946 pełnił rolę grającego trenera Hammarby.
| Sezon   | Klub        | Kraj    | Rozgrywki   | Mecze | Bramki |
| ------- | ----------- | ------- | ----------- | ----- | ------ |
| 1932/33 | Hammarby IF | Szwecja | Division 2  | 15    | 0      |
| 1933/34 | Hammarby IF | Szwecja | Division 2  | 18    | 0      |
| 1934/35 | Hammarby IF | Szwecja | Division 2  | 18    | 0      |
| 1935/36 | Hammarby IF | Szwecja | Division 2  | 10    | 0      |
| 1935/36 | AIK Fotboll | Szwecja | Allsvenskan | 14    | 0      |
| 1936/37 | Hammarby IF | Szwecja | Division 2  | 15    | 0      |
| 1937/38 | Hammarby IF | Szwecja | Division 2  | 18    | 0      |
| 1938/39 | Hammarby IF | Szwecja | Division 2  | 15    | 0      |
| 1939/40 | Hammarby IF | Szwecja | Allsvenskan | 22    | 0      |
| 1940/41 | Hammarby IF | Szwecja | Division 2  | 14    | 0      |
| 1941/42 | Hammarby IF | Szwecja | Division 2  | 15    | 0      |
| 1942/43 | Hammarby IF | Szwecja | Division 2  | 16    | 0      |
| 1943/44 | Hammarby IF | Szwecja | Division 2  | 14    | 0      |
| 1944/45 | Hammarby IF | Szwecja | Division 2  | 18    | 0      |
| 1945/46 | Hammarby IF | Szwecja | Division 2  | 2     | 0      |
| 1946/47 | Hammarby IF | Szwecja | Division 2  | 2     | 0      |

## Kariera reprezentacyjna
W reprezentacji Szwecji Bergqvist zadebiutował 12 czerwca 1935 w zremisowanym 2-2 meczu Pucharu Nordyckiego z Finlandią. W 1936 Bergqvist był w kadrze Szwecji na igrzyska olimpijskie w Berlinie. Na igrzyskach wystąpił w przegranym 2-3 meczu z Japonią. 
W 1938 József Nagy, ówczesny selekcjoner reprezentacji Szwecji powołał Bergqvista na mistrzostwa świata. Na mundialu we Francji był rezerwowym i nie wystąpił w żadnym meczu. Ostatni raz w reprezentacji zagrał 12 września 1943 w przegranym 2-3 towarzyskim meczu z Węgrami. W latach 1935–1943 wystąpił w reprezentacji w 35 meczach.

## Kariera hokejowa
Bergqvist wraz z karierą piłkarską kontynuował karierę hokejową. Tak jak w karierze piłkarskiej był zawodnikiem sekcji hokejowej Hammarby. W reprezentacji Szwecji rozegrał 55 spotkań i wystąpił z nią na turnieju hokejowym w Zimowych Igrzyskach Olimpijskich w Garmisch-Partenkirchen. Po zakończeniu kariery hokejowej był trenerem hokeja. W 1948 prowadził reprezentację Szwecji w Zimowych Igrzyskach Olimpijskich w Sankt Moritz.
3 grudnia 1955 Bergqvist miał wypadek samochodowy w wyniku którego musiał poruszać się na wózku inwalidzkim. Po wypadku nie zrezygnował ze sportu i uprawiał łucznictwo. W 1998 został przyjęty do Galerii Sławy IIHF, a w 2012 do Galerii Sławy szwedzkiego hokeja na lodzie.